# Nagyezsda Konsztantyinovna Krupszkaja
Nagyezsda Konsztantyinovna Krupszkaja (Uljanova) (oroszul: Наде́жда Константи́новна Кру́пская (Ульянова); Szentpétervár, 1869. február 26. – Moszkva, 1939. február 27.) orosz forradalmár, szovjet közéleti személyiség, miniszterhelyettes. Vlagyimir Iljics Lenin felesége.

## Élete
Nagyezsda Krupszkaja 1869. február 26-án (az ortodox naptár szerint 14-én) született Szentpéterváron. Elszegényedett nemesi családból származott. Apja, Konsztantyin Ignatyjevics Krupszkij hadnagy (1838—1883) részt vett a Lengyelországban állomásozó orosz tisztek forradalmi szervezkedésében, támogatta az 1863-as lengyel felkelést. Anyja Jelizaveta Vasziljevna Tyisztrova (1843—1915) nevelőnő volt. A gimnáziumot aranyéremmel fejezte be 1887-ben. 1889-ben beiratkozott a szentpétervári női főiskolára, de csak egy évet tanult. Több vitakörbe is járt, és ott ismerkedett meg Karl Marx eszméivel. 1891-től kezdve 1896-ig munkásiskolában tanított és a marxista mozgalom propagandáját terjesztette. 

### Munkásmozgalmi tevékenysége

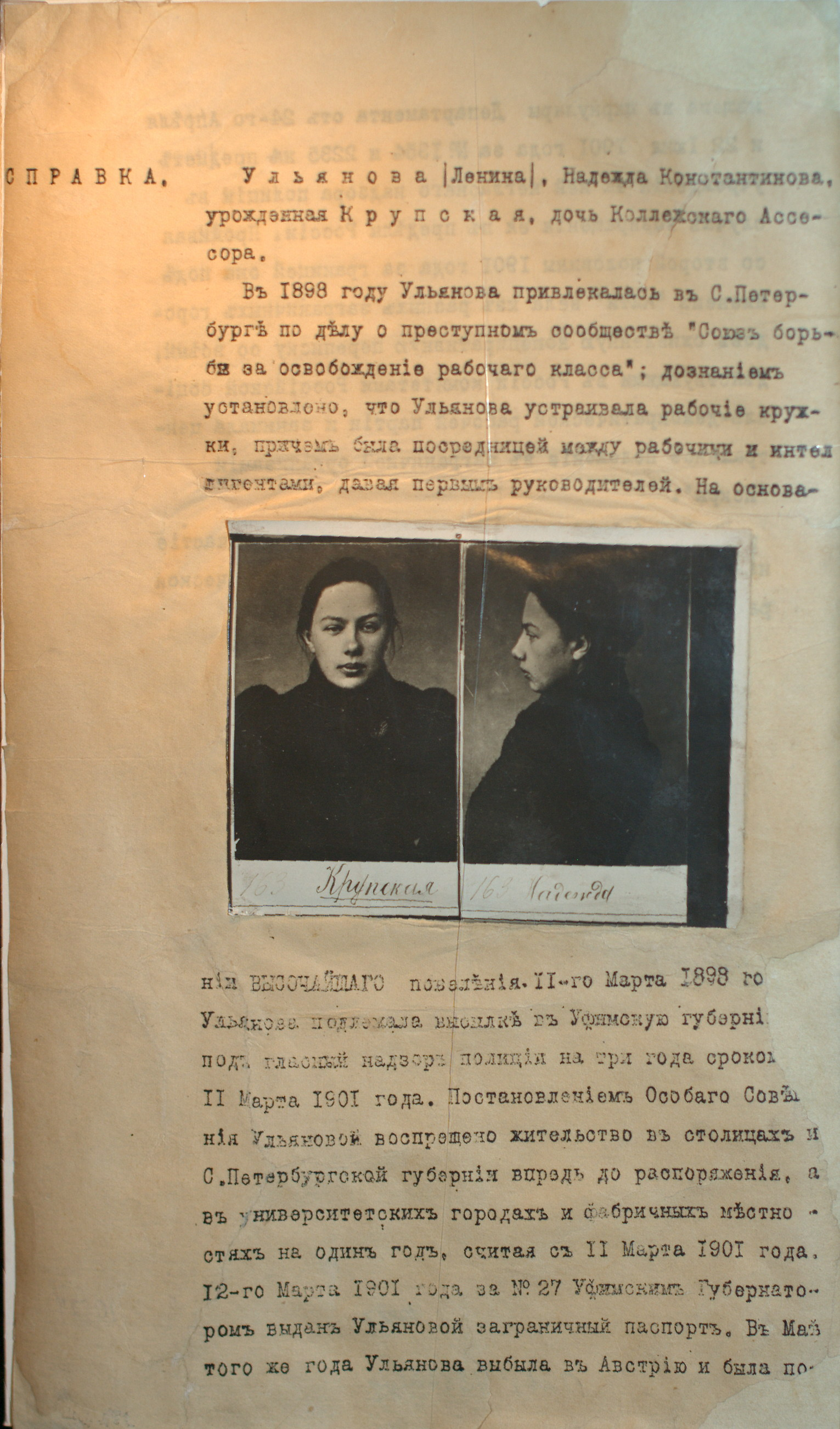
Krupszkaja igazolása (Orosz Állami Politikatörténeti Múzeum)

1894-ben megismerkedett a fiatal forradalmárral, Vlagyimir Uljanovval és segített az általa alapított szociáldemokrata „Harci Szövetség a Munkásosztály Felszabadítására” szervezésében. 1895 végén a cári rendőrség lecsapott a szervezkedőkre; Uljanovot 1895 decemberében, Krupszkaját a következő év augusztusában tartóztatták le a Harci Szövetség 249 más tagjával együtt. Krupszkaja hét hónapot töltött börtönben, és utána az Ufai kormányzóságba száműzték, de arra való hivatkozással, hogy Uljanov menyasszonya, elérte, hogy Szibériába küldjék, Susenszkoje faluba, Uljanov mellé. Amint az áthelyezés feltételéül szabták, 1898. július 22-én házasságot kötöttek. 1898-ban belépett a megalakuló Oroszországi Szociáldemokrata Munkáspártba. Az illegális pártmunkát különböző álnevek (Szablina, Lenyina, N. K., Artamonova, Anyegina, Ribkina, Sarko vagy Kátya, Galilei, Hal (Рыба), Ingola (Минога)) alatt folytatta.
1901-ben Németországba távozott; a baloldali újság, az Iszkra munkatársa lett, és segédkezett a Munkáspárt londoni kongresszusának megszervezésében és lebonyolításában. Az 1905-ös oroszországi forradalom kitörése után Leninnel együtt visszatért Oroszországba, ahol a párt Központi Bizottságának volt a titkára. A forradalom leverése után újból nyugat-európai emigrációba kényszerült. Itt egy ideig a Párizs melletti Longjumeau-beli pártiskola tanáraként dolgozott, ezenkívül az igen nagy munkabírású Lenin mellett a titkárnői feladatokat is ellátta. Igen szerény körülmények között éltek, annak ellenére, hogy a párt fizetést biztosított mindkettejük számára, és fordításokkal is kerestek valamennyi pénzt.

## Az októberi forradalom után
1917 áprilisában Leninnel együtt visszatért Oroszországba. Már az októberi forradalom előtt is, de elsősorban utána a bolsevik irányultságú ifjúsági szervezetekkel és művelődéspolitikai kérdésekkel foglalkozott. A Komszomol megalapítása után tevékenysége egy hasonló, a cserkészmozgalom külsőségein, de kommunista ideológián alapuló gyerekszervezet létrehozására irányult. A német Edwin Hoernlével közösen a gyermekek proletár és kommunista nevelésén dolgoztak.
1924-től a párt Központi Ellenőrző Bizottságának, 1927-től pedig a Központi Bizottságának tagja. 1929-től kezdve egészen haláláig a művelődésügyi népbiztos (gyakorlatilag miniszter) helyettesként funkcionált. Krupszkaja volt az egyik létrehozója a szovjet népoktatási rendszernek. Ahogyan ő fogalmazta: Az iskolának nem csak tanítania kell; az kell hogy legyen a kommunista nevelés központja is. Éles kritikával illette Makarenko pedagógiai rendszerét. 

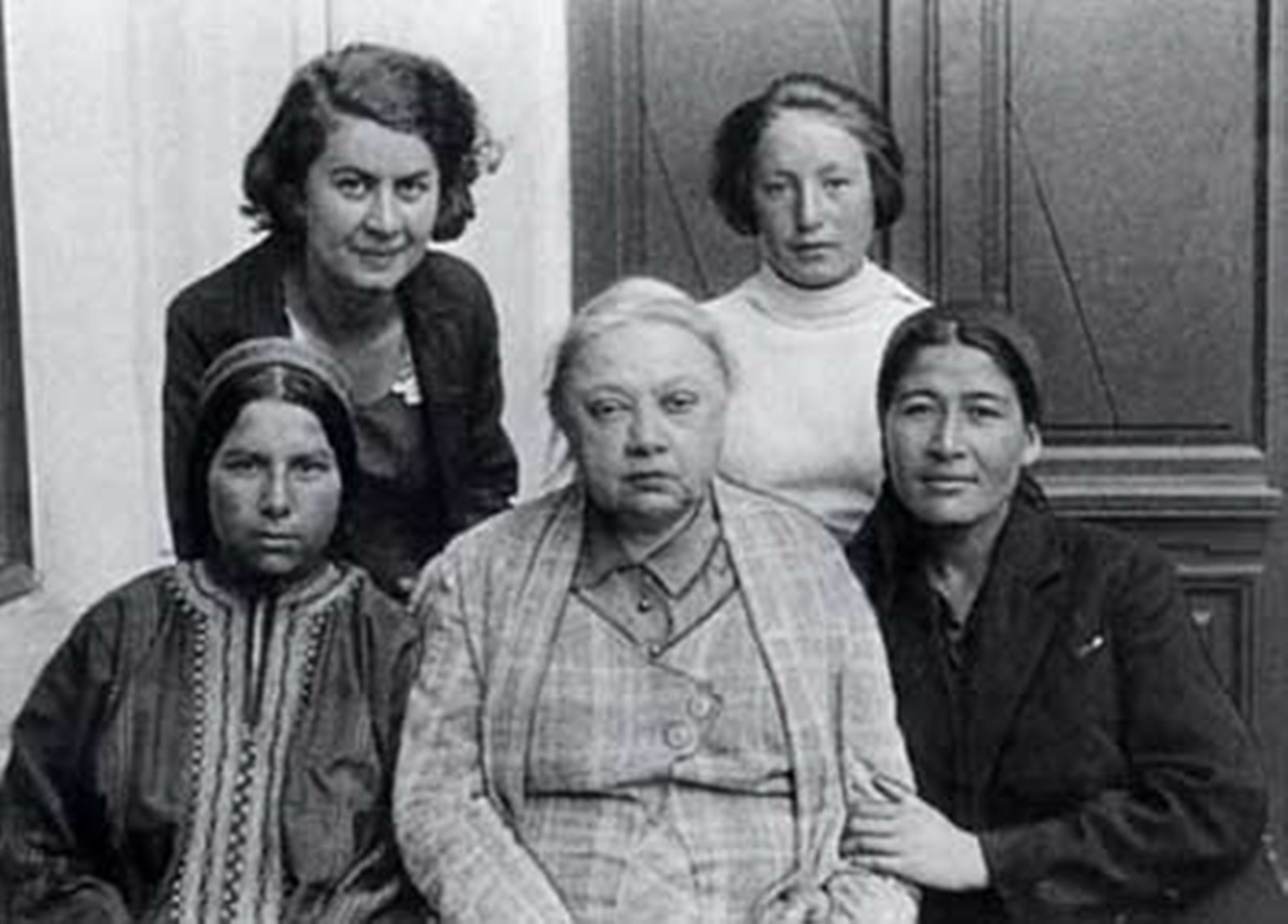
Krupszkaja (középen) a 30-as években

A párt XIV. kongresszusán Krupszkaja a Zinovjev és Kamenyev nevével fémjelzett Sztálin-ellenes „új ellenzéket” támogatta. Sztálinnak azonban sikerült őt meggyőznie, és Krupszkaja beismerte, hogy hibát követett el, majd a Központi Bizottság plénumán követelte Trockij, Zinovjev és Kamenyev kizárását a pártból, valamint Buharin bíróság elé állítását.
Krupszkaja több könyvet írt Leninről, a bolsevik párt történetéről, a kommunista nevelésről és a pedagógiáról. Számos múzeum alapítását kezdeményezte. Az 1930-as években megpróbált szembeszállni a parancsuralmi rendszer megerősítésével, és hogy az ún. „nép ellenségeinek” gyerekeit is bűnösnek kiáltsák ki, de ha formálisan nem is, gyakorlatilag félreállították, és könyvtárak felügyeletét bízták rá.
Haláláig tagja maradt a Központi Bizottságnak és a Központi Végrehajtó Bizottságnak. Megkapta a pedagógiai tudományok doktora címet, és 1931-től tagja volt a Szovjet Tudományos Akadémiának.
Nagyezsda Krupszkaja 1939. február 27-én halt meg, 1 nappal a 70. születésnapja után; hamvait a moszkvai Kreml falánál temették el.

## Emlékezete

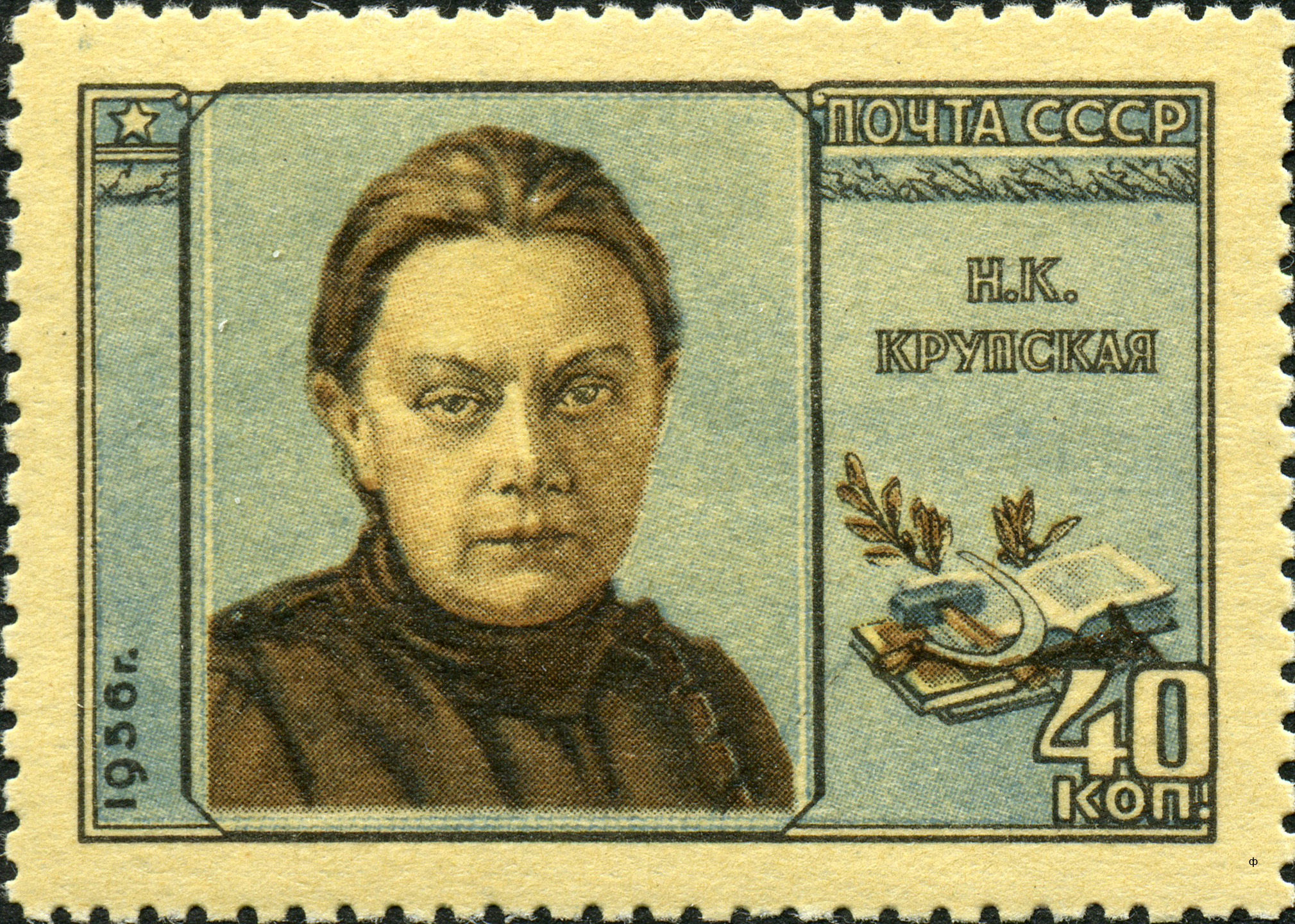
Szovjet bélyeg Krupszkaja képmásával

Nagyezsda Krupszkajáról számos intézményt neveztek el (többségüket a Szovjetunió szétbomlása után átnevezték), többek között:
- a harkovi bábszínházat
- a joskar-olai Mari Állami Pedagógiai Intézetet
- a Moszkvai Területi Állami Egyetemet
- a leningrádi Állami Kulturális Intézetet
- egy leningrádi édességgyárat
- számos könyvtárat, iskolát és utcát

## Művei magyarul
- Emlékezések Leninről. 1. r.; ford. Balogh János; Külföldi Munkások Kiadó, Moszkva, 1932 (Sarló és kalapács könyvtára)
- N. K. Krupszkaja válogatott pedagógiai tanulmányai; ford. Lomb Frigyesné; Hungária, Bp., 1949
- Lenin gyermekévei és serdülőkora; Ifjúsági Kiadó, Bukarest, 1949
- Az ifjú pionírok. Válogatott művek gyűjteménye; összeáll. M. M. Mecseva, N. L. Herszonszkaja; Könyv- és Folyóiratkiadó, Uzshorod, 1951
- Hogyan tanulmányozta Lenin Marx műveit; Országos Könyvtári Központ, Bp., 1952
- Úttörőkről, iskolásokról; ford. Székely Andorné, Hernádi László; Ifjúsági, Bp., 1955
- Közoktatás és demokrácia; ford. Kövendi Dénes; Tankönyvkiadó, Bp., 1957
- Visszaemlékezések Leninre; ford. Pásztor László, Z. Vidor Emma; Kossuth, Bp., 1959
- A gyermekkönyvtárakról; vál., szerk. N. Rácz Aranka; OSZK KMK, Bp., 1960 (Külföldi könyvtári szakirodalom)
- A szocialista iskoláról; összeáll., utószó, jegyz. Köte Sándor, ford. Kövendi Dénes; Tankönyvkiadó, Bp., 1962
- Az óvodai nevelésről; összeáll., bev., jegyz. Földesi Klára, ford. Kovács Ferenc; Tankönyvkiadó, Bp., 1963
- A munkára nevelésről és a politechnikai képzésről; vál. Komár Károly, ford. Bánki Lászlóné; Tankönyvkiadó, Bp., 1966
- Az iskolai önkormányzatról; ford., jegyz., mutató Illés Lajosné; Tankönyvkiadó, Bp., 1967
- Visszaemlékezések Leninre; ford. Pásztor László, Z. Vidor Emma; 2. bőv. kiad.; Kossuth, Bp., 1974
- Az új pedagógia nyomában; ford. Mayer Erzsébet, utószó Ábent Ferenc; Tankönyvkiadó, Bp., 1979 (Pedagógiai források)

## Fordítás
Ez a szócikk részben vagy egészben  a(z)   Крупская, Надежда Константиновна című orosz Wikipédia-szócikk ezen változatának fordításán alapul.  Az eredeti cikk szerkesztőit annak laptörténete sorolja fel. Ez a jelzés csupán a megfogalmazás eredetét és a szerzői jogokat jelzi, nem szolgál a cikkben szereplő információk forrásmegjelöléseként.